# Avesnes-les-Aubert
Avesnes-les-Aubert és un municipi francès, situat a la regió dels Alts de França, al departament del Nord. L'any 2006 tenia 3.706 habitants. Limita al nord amb Villers-en-Cauchies, al nord-est amb Saint-Aubert, al sud-est amb Saint-Hilaire-lez-Cambrai, al sud amb Boussières-en-Cambrésis, al sud-oest amb Carnières, al nord-oest amb Rieux-en-Cambrésis.

## Demografia
| 1962                                       | 1968  | 1975  | 1982  | 1990  | 1999  | 2006  |
| ------------------------------------------ | ----- | ----- | ----- | ----- | ----- | ----- |
| 4.426                                      | 4.355 | 4.256 | 4.031 | 3.848 | 3.592 | 3.706 |
| Des de 1962: població sense dobles comptes |       |       |       |       |       |       |

## Administració
| Període   | Identitat             | Partit |
| --------- | --------------------- | ------ |
| 2001-2008 | Jean-Claude Naveteur  | PCF    |
| 2008-     | Maryse Basquin-Santer |        |